# Uppsalakidnappningen (film)
Uppsalakidnappningen är en svensk drama-komedifilm, som baseras på en verklig händelse. Filmen hade svensk premiär 24 augusti 2018. Filmen är regisserad av Anders Skog, som även skrivit manus. Filmen är producerad av Sonia Maggioni för Anders Skog Films.

## Handling
Filmen handlar om den fattiga läkarstudenten Josef Esfarander (Poyan Karimi), som i ett sätt att lösa sin finansiella svårigheter planerar att kidnappa en juridikstuderande med avsikten att pressa hans rika familj på pengar. Som medkumpaner har Josef sin flickvän Shirin Darvish (Shirin Golchin) och en gammal gymnasiepolare.

## Rollista (i urval)
- Poyan Karimi – Josef Esfarander
- Shirin Golchin – Shirin Darvish
- Rasmus Luthander – Sebastian Åhlund
- Peter Åström – Henning Olausson
- Pierre Dahlander – Rolf Pettersson
- Ulf Nyberg – Kalle
- Gabriella Boris – Marianne
- Gunilla Paulsen – Lena
- Dan Johansson – Klas